# 普埃博
普埃博（法語：Pouébo，發音：[pwebo] ⓘ）是法国海外特殊集体新喀里多尼亞北部省的市镇，面积202.8平方千米，2019年1月1日人口为2,144人。

## 地理
普埃博（20°24'0"S, 164°34'0"E）面积202.8平方千米，位于法国海外特殊集体新喀里多尼亞。
与普埃博接壤的市镇（或旧市镇、城区）包括：延根、韦戈阿。
普埃博的时区为UTC+11:00。

## 行政
普埃博的邮政编码为98824，INSEE市镇编码为98824。

## 政治
普埃博的现任市长为弗洛朗坦·德丹（Florentin Dedane）先生，任期为2020-2026年。

## 人口
普埃博于2019年1月1日时的人口数量为2144人。